# Typhaeus fossor
Typhaeus fossor es una especie de coleóptero de la familia Geotrupidae.

## Distribución geográfica
Habita en el sureste de Europa y en el oeste de Asia.